# 줄무늬체

미상핵(尾狀核)과 피각(被慤)을 합쳐서 줄무늬체(striatum, corpus striatum) 또는 선조체(線條體)라고 한다. 양자는 모두 동질의 소세포로 만들어지고, 또 섬유결합도 똑같다. 양자는 발생학적으로 단일의 세포군이 내포(内包)의 발달에 의하여 서로 떨어지게 된 것이다. 이 것은 내포의 발달이 덜된 하등포유류에서 잘 알 수 있다. 사람에서는 내포(内包)를 관통하여 양자를 연결하는 다수의 회백주(灰白柱)의 선조(線條)를 볼 수 있다. 이것이 선조체(線條體)의 이름의 기원(起源)이다. 미상핵과 피각을 신선조체(新線條體)로 하고 질이 다른 담창구(淡蒼球)를 구선조체(旧線條體)라고 부르는 일이 있다.

## 신선조체
신경 세포가 모여 대뇌 기저핵의 일부를 이룬 부분을 선조체라고 하며 이러한 해부학적 구조에서 신선조체(新線條體)는 대뇌의 바닥핵 가운데 꼬리핵과 조가비핵을 이르는 말이다.

## 같이 보기
- 인간 두뇌의 영역 목록
- 무명질
- 창백핵

## 참고 문헌
- [참고](우리말샘) 선조체 등